# LEW EL15
EL15 – lokomotywa elektryczna produkowana w latach 1951-1978 dla kolei przemysłowych. Wyprodukowano 70 lokomotyw przemysłowych.  Elektrowozy były eksploatowane przez niemieckie oraz polskie koleje przemysłowe.